# Verfassung der Republik Ägypten
Die ägyptische Verfassung von 2014 (arabisch دستور مصر) besteht seit einer Volksabstimmung im Januar 2014. Die ägyptische Verfassung von 1971 war zuvor nach der Revolution 2011 durch eine Übergangsverfassung und diese ihrerseits nach dem unter Präsident Mohammed Mursi abgehaltenen Referendum 2012 durch eine weitere Verfassung ersetzt worden, welche mit der Absetzung Mursis durch das Militär bis auf weiteres außer Kraft gesetzt worden war.

## Verfassung von 1971
Die Verfassung wurde durch ein Verfassungsreferendum 1971 angenommen. Als Präsident Husni Mubarak am 11. Februar 2011 durch heftige Proteste der ägyptischen Bevölkerung zum Rücktritt gezwungen wurde, übernahm der Oberste Rat der ägyptischen Streitkräfte unter Führung von Mohammed Hussein Tantawi in Zusammenwirken mit dem Obersten Verfassungsgericht die Macht. Außer Tantawi gehören dem 18-köpfigen Militärrat die Oberbefehlshaber der Teilstreitkräfte und einige andere hohe Offiziere an.
In Folge veröffentlichte der Militärrat mehrere Erklärungen, in denen er seine Vorstellungen über den politischen Wandel konkretisierte.
In einer der ersten Erklärungen am 11. Februar 2011 hieß es:
Der seit 1981 permanent geltende Ausnahmezustand sollte, sobald die Situation es gestatte, aufgehoben werden, Wahlen sollten wieder durch die Justizbehörden überwacht werden. Die Verfassung sollte überarbeitet werden, so dass freie und faire Präsidentschaftswahlen abgehalten werden könnten.
Am 13. Februar 2011 löste der Oberste Militärrat das unter Mubarak gewählte Parlament (Volksversammlung und Schura-Rat) auf und setzte die bis dahin geltende Verfassung außer Kraft. Neue Parlaments- und Präsidentschaftswahlen sollten in spätestens 6 Monaten stattfinden. Die schnelle Außerkraftsetzung der bis dahin geltenden Verfassung war nötig, da sonst innerhalb von 60 Tagen nach dem Rücktritt des Präsidenten Neuwahlen hätten angesetzt werden müssen. So Art. 84 der bis dahin geltenden Verfassung.

## Übergangsverfassung 2011 bis 2012
Für die Ausarbeitung der Verfassungsänderungen setzte die Militärführung ein achtköpfiges Komitee ein. Binnen zehn Tagen sollte das Komitee einen Entwurf für ein neues Grundgesetz vorlegen, über den dann in einem Referendum abgestimmt werden sollte.
Den Vorsitz führte der ehemaligen Richter Tariq al-Bischri. Keiner der Mitglieder gehörte dem elfköpfigen Komitee an, das noch von Mubarak kurz vor seinem Abgang mit einer Überarbeitung der Verfassung betraut worden war.
Die Möglichkeiten des Komitees wurden allerdings durch die Militärführung von vornherein stark begrenzt. Es sollte keine vollständig neue Verfassung erarbeitet werden. Lediglich sechs Artikel (der bisher geltenden Verfassung) sollten/durften überarbeitet werden.
Bei fünf Artikeln (Art. 76, 77, 88, 93 und 189) ging es um die Modalitäten der Präsidentenwahl.
Artikel 179 sollte verändert/gelöscht werden, weil damit im Namen des Antiterrorkampfes grundlegende in der Verfassung garantierte bürgerliche Rechte (Art. 41 – Individuelle Freiheit, Schutz vor willkürlichen Verhaftungen, Einschaltung richterlicher Beurteilung, Art. 44 – Unverletzlichkeit der Wohnung, Art. 45 – Wahrung der Privatsphäre, Schutz des Brief-, Post- und Fernmeldegeheimnisses) ausgesetzt werden konnten.
Zudem konnte der Präsident nach Art. 179 frei entscheiden, vor welchem Gericht (Zivil-, Militär- oder Sonder-/Staatssicherheitsgericht) der Fall eines Verdächtigen verhandelt werden sollte.
Die durch das Komitee vorgenommenen Änderungen an der Verfassung wurden am 4. März 2011 der ägyptischen Öffentlichkeit vorgestellt. Am 19. März wurde in einem Referendum darüber abgestimmt und die derart geänderte Verfassung von der Bevölkerungsmehrheit gebilligt. Am 30. März wurde die Übergangsverfassung durch den Militärrat offiziell in Kraft gesetzt.

## Verfassung von 2012
Ab April 2012 wurde von einer Verfassunggebenden Versammlung, in der Muslimbrüder und Salafisten eine Mehrheit der 100 Sitze hatten, die neue Verfassung erstellt. Die neue Verfassung wurde in einem Referendum am 15. und 22. Dezember 2012 von der ägyptischen Bevölkerung mit 64 % der Stimmen bei einer Wahlbeteiligung von 33 % angenommen. Präsident Mursi setzte sie am 26. Dezember per Unterschrift in Kraft. Die Verfassung wurde jedoch von Menschenrechtsorganisationen wie Human Rights Watch kritisiert, da einige Grundrechte (wie Frauenrechte oder die Rechte religiöser Minderheiten) durch Einschränkungen und vage Formulierungen faktisch zerstört worden seien. Viele Nichtregierungsorganisationen betrachten die neue Verfassung als schlechter denn alle bisherigen Verfassungen.
Die neue Verfassung enthielt einige aus der Verfassung von 1971 übernommene Passagen, wurde jedoch in manchen Punkten stark geändert. Sie stellte eine Abkehr vom Präsidialsystem dar, indem sie die Macht des Präsidenten zugunsten des Parlaments beschränkte. Des Weiteren wurden die Befugnisse des Militärs beschnitten, die Versammlungs- und Pressefreiheit gestärkt und die Inhaftierung ohne richterlichen Beschluss verboten. Dennoch erntete die Verfassung bei der Opposition und im Ausland teils heftige Kritik, da sie stark islamisch geprägt gewesen sei und die Rechte von Frauen und Minderheiten nicht ausreichend geschützt habe. Unter anderem räumte die neue Verfassung religiösen Gelehrten der al-Azhar-Universität eine wichtige Stellung im Gesetzgebungsprozess ein und garantierte Religionsfreiheit nur für Muslime, Christen und Juden. Zudem wurde eine Passage aus der Verfassung von 1971 beibehalten, welche die Scharia zur wichtigsten Grundlage des Rechts erklärte. Schließlich wurden Bedenken geäußert, die Nennung vage formulierter moralischer und sozialer Grundsätze, die der Staat zu schützen habe, könnte zur verfassungsrechtlichen Rechtfertigung von Grundrechtsbeschränkungen missbraucht werden.
Andererseits bemerkten andere Analysten in einem Vergleich der ägyptischen Verfassung von 2012 mit der Verfassung von 1971, dass durch die neue Verfassung im Gegensatz zur Verfassung von 1971 der Weg zu Absolutismus und Alleinherrschaft versperrt worden sei. Vor allem, weil der Präsident nur für vier Jahre statt sechs Jahre gewählt werden sollte und nur einmal wiedergewählt werden konnte. Die Erfahrungen in Ägypten und anderer arabischer Länder nach deren Unabhängigkeit hätten gezeigt, dass die Herrscher nie abtreten wollten und die Macht an ihre Kinder vererben wollten. Nach den älteren Verfassungen sei es auch kaum möglich gewesen, dass eine Person ernsthaft gegen den amtierenden ägyptischen Präsidenten antrat. Es gebe aber auch mehrere strittige Punkte in der ägyptischen Verfassung von 2012. Vor allem wurde Art. 2 der ägyptischen Verfassung von 2012 stark kritisiert. Er lautete: „Der Islam ist die Staatsreligion und die arabische Sprache ist die offizielle Sprache und die Grundsätze der Scharia sind die Hauptquelle der Gesetzgebung“. Den gleichen Wortlaut habe es jedoch auch in der ägyptischen Verfassung von 1971, in der 1980 geänderten Form sowie in allen Übergangsverfassungen gegeben, die nach der ägyptischen Revolution vom ägyptischen Militär erlassen worden waren. Dieser Artikel stamme nicht ursprünglich von den Muslimbrüdern oder den Salafisten, sondern aus der Zeit von Präsident Al-Sadat. Neu in der Verfassung von 2012 sei Art. 4. Demnach würde die al-Azhar in Angelegenheiten, die die islamische Scharia betreffen, befragt. Auch dieser Artikel käme nicht ursprünglich von den Muslimbrüdern oder den Salafisten, sondern von der Opposition. Die Opposition habe oft argumentiert, dass sie auch Muslime und nicht gegen die Scharia seien, sondern gegen die Auslegung der Scharia der Muslimbrüder und der Salafisten. Sie seien aber nicht gegen die Auslegung der Scharia der gemäßigten Al-Azhaar-Institution. Kritisiert würde auch Art. 81. Demnach sollten die Grundrecht und Freiheiten nicht in Widerspruch mit Kapitel 1 der Verfassung stehen. Zu Kapitel 1 gehörte Art. 2 der ägyptischen Verfassung. Allerdings seien in der alten Verfassung von 1971 die Rechte der Frauen auch im Rahmen der islamischen Scharia vorgesehen gewesen (Art. 11 alte Verfassung).
Kurz nach dem Umsturz in Ägypten 2013 wurde die Verfassung außer Kraft gesetzt. Der Übergangspräsident Adli Mansur erklärte, dass in einem Referendum über eine Änderung der islamistisch orientierten Verfassung abgestimmt werde. Dieses solle noch vor den Parlamentswahlen stattfinden.

## Verfassung von 2014
Anfang Dezember 2013 legte der eingesetzte „Rat der 50“ einen neuen Verfassungsentwurf vor. Die Volksabstimmung zu der neuen Verfassung erfolgte am 8. und 12. Januar 2014. Die Verfassung garantiert den Menschen in Ägypten mehr Rechte, so wird Frauen die Gleichberechtigung und Kindern sowie vernachlässigten Bevölkerungsgruppen wie den oberägyptischen Nubiern der Schutz des Staates garantiert. Mehr Autonomie erhalten die Kopten und die Juden, zudem wird Folter sowie Menschenhandel verboten. Auch wird die Versammlungsfreiheit und die Pressefreiheit garantiert. Die Scharia als Quelle des Rechts gilt deutlich weniger als zuvor. Des Weiteren wurde der Abschnitt bezüglich der Strafandrohung bei Blasphemie gegen Mohammed gestrichen. Parteien auf „religiöser Grundlage“ werden nicht mehr zugelassen, islamische Rechtsgelehrte haben keine Entscheidungsgewalt über die Gesetzgebung. Die Normenkontrolle wird vom Obersten Verfassungsgericht wahrgenommen. Das Zweikammernparlament mit Volkskammer und Schura-Rat wird zugunsten des Repräsentantenhauses als Einkammerparlament abgelöst. Die neue Verfassung wurde bei einer Beteiligung von 38,6 % der Wahlberechtigten mit 98,1 % der abgegebenen Stimmen angenommen.